# Постулат
Постулат (Postulat), лат. „захтевано“, мисаони захтев (грч. αίτημα), првобитно у грч. математици захтев за извођењем одређених основних конструкција помоћу којих се производе неки предмет и његов појам; тако нпр. први постулат у Елементима Еуклида: захтева се да се од једне произвољне тачке до неке друге произвољне тачке повуче права линија. Овим настаје двема тачкама ограничена дуж и истовремено њом дефинљив појам. 
Од овог математичког појма постулата полази у Критици чистог ума Имануел Кант при постављању својих постулата емпиријског мишљења или начела модалности: 
- 1. Оно што се слаже с формалним условима искуства (према опажају и појмовима) могуће је.

- 2. Оно што је међузависно с материјалним условима искуства (осетом) стварно је.

- 3. Оно чија је веза са стварним одређена према општим условима искуства јесте (постоји) нужно." (А 218)

У овом смислу И. Кант назива постулатима претпоставку бесмртности, слободе и сматрање истинитим постојања Бога. У свакодневнојезичкој употреби, такође претпоставка, хипотеза, подметање; у теорији вероватноће се под постулатима подразумевају, осим тога, и нелогички или у логичким симболима неизражени једноставни изрази неког аксиоматског система (аксиома), у овом смислу такође додатна претпоставка. 
Уз то: постулисати, захтевати, поставити као постулат. 
У математици, постулат је исто што и аксиом, тј. аксиома. Еуклид у својим "Елементима“ разликује постулат од аксиоме, али не наводи њихову логичку разлику, па није јасно на основу каквог критеријума он убраја неке ставове у постулате, а друге у аксиоме, сем простог грчког значења речи захтевам (постулат) односно тражим (аксиом).